# Артилерійський снаряд

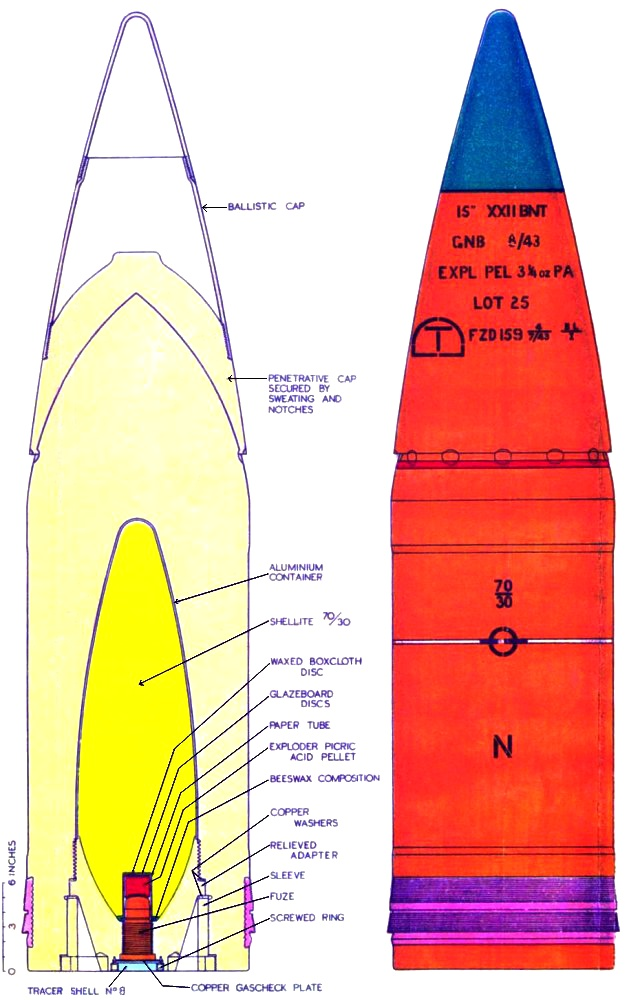
Снаряд

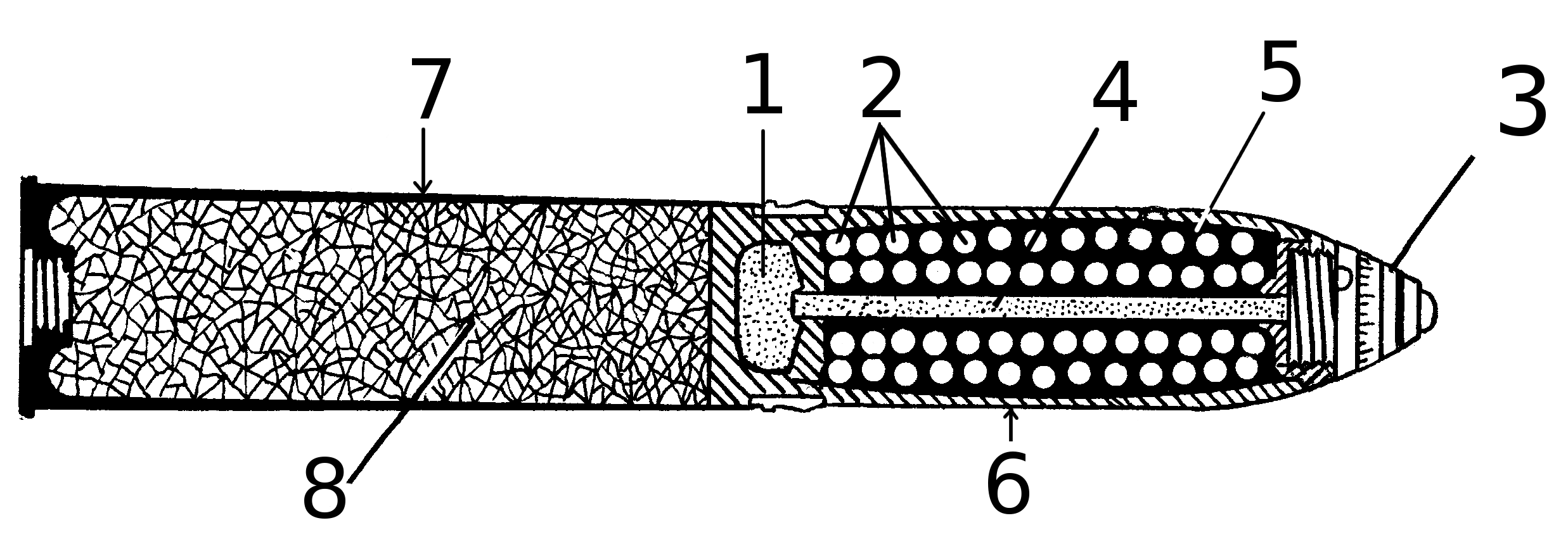
Шрапнельний снаряд. Перша світова війна

Протитанковий підкаліберний снаряд. Франція

Артилерíйський снаря́д — основний елемент артилерійського пострілу, призначений:
- для ураження цілей;
- для виконання інших завдань: освітлення, задимлення, навчання і таке інше.[2]

Снаряд:
- складається з корпусу, спорядження і детонатора;
- характеризується потужністю вибуху, далекобійністю, безпекою при стрільбі, стійкістю при зберіганні та ін.

За конструкцією артилерійські снаряди поділяються на активні та активно-реактивні.
Розрізняють артилерійські снаряди:
- основного призначення:
  - бронебійні,
  - фугасні,
  - осколково-фугасні;
- спеціального призначення:
  - освітлювальні,
  - димові,
  - хімічні,
  - ядерні;
- допоміжного призначення.

## Історія
Перші зразки артилерійських снарядів з'явилися в середньовіччі, після винайдення чорного пороху та розвитку вогнепальної зброї. У XIV столітті застосовувалися кам'яні ядра, які згодом були витіснені чавунними та сталевими.
У XIX столітті почали широко використовувати осколкові снаряди з запалами, що дозволяли досягати більшої ефективності проти піхоти. Перша світова війна стала періодом масового застосування різноманітних типів артилерійських снарядів — від фугасних до хімічних.
Під час Другої світової війни артилерійські снаряди значно вдосконалилися: зросла їхня дальність, точність та руйнівна сила. З'явилися бронебійні, кумулятивні, освітлювальні, димові та інші спеціалізовані боєприпаси.
У холодну війну розпочалося розроблення ядерних снарядів, а також систем керування вогнем, що підвищили ефективність артилерії.